# Hans Walch (Politiker)
Hans Walch (* 27. Juli 1908 in Mannheim; † 17. August 1981 in Leutershausen) war ein deutscher Landtagsabgeordneter der SPD in Baden-Württemberg.

## Leben
Hans Walch wurde am 27. Juli 1908 in Mannheim geboren. Er erwarb sein Abitur an der Lessingschule in Mannheim und war in der christlichen Jugendbewegung aktiv.
Er studierte Naturwissenschaften, Mathematik, Pädagogik, Philosophie und Psychologie an den Universitäten Heidelberg und Göttingen.
1931 machte er das Staatsexamen für das höhere Lehramt und 1933 das Assessorenexamen. Er unterrichtete am Fröbelseminar in Mannheim und später an einer Privatschule in Bad Sooden-Allendorf und ab 1937 am Gymnasium Eberbach. 1951 wurde er dort auch stellvertretender Schulleiter.
Zum 1. Mai 1937 trat er der NSDAP bei. Den Kriegsdienst leistete er als Funker und als Einsatz- und Unterrichtsmeteorologe.
Nach dem Krieg war er von 1949 bis 1958 Vorsitzender des Schulprogramm- und Lehrplanausschusses im Landesverband Nordbaden (LVN) für Lehrer an höheren Schulen. 1951 machte er im Auftrag der UNESCO einen Studienaufenthalt in der Schweiz.
Außerdem war er Vorsitzender des Gesamtelternbeirats und Mitglied des Schulbeirats in Eberbach und Städtischer Musikbeauftragter und Leiter des Volksbildungswerkes Eberbach sowie Mitglied im Kuratorium des Kreisbildungswerkes und des Kreisjugendwohlfahrtsausschusses.
Von 1960 bis 1973 leitete er das Studienkolleg für ausländische Studierende der Universität Heidelberg.

## Politische Karriere
1952 war er Mitbegründer und Landesvorstandsmitglied der Gesamtdeutschen Volkspartei (Gustav Heinemann). Nach deren Auflösung trat er 1957 in die SPD ein und wurde Kreisvorstandsmitglied. 1959 wurde er Kreisverordneter, 1965 Kreisrat im Landkreis Heidelberg.
1965 kam er als Nachrücker für den verstorbenen Karl Hans Albrecht in den Landtag von Baden-Württemberg.

## Familie
Hans Walch war verheiratet und hatte vier Kinder.

## Veröffentlichungen
- Die Harfenburg, ihr Erbauer und sein Geschlecht in: Eberbacher Geschichtsblatt. 64 (1965), S. 27–33. eberbach.de (PDF)